# Pancratium maritimum

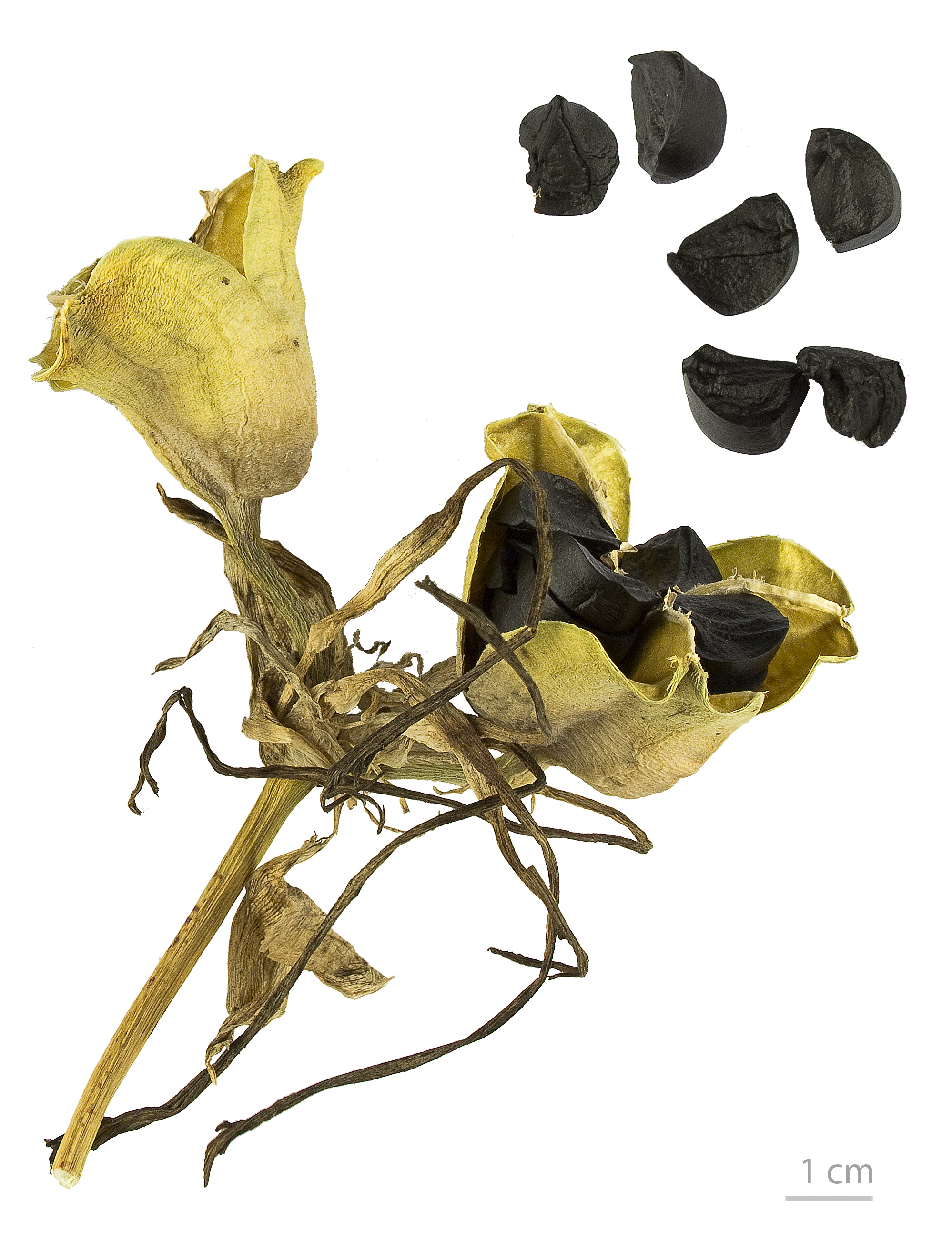
Pancratium maritimum

Il giglio di mare (Pancratium maritimum L.), conosciuto anche come giglio marino, giglio stella, giglio di Sardegna, narciso marino, pancrazio, pancrazio marino, giglio pancrazio, corona del re, corona del re marittimo, tuberosa, tuberosa coronata, tuberosa di mare, è una pianta bulbosa della famiglia delle Amaryllidaceae, che cresce spontaneamente sui litorali sabbiosi del mar Mediterraneo, del mar Tirreno, mare Adriatico e del mar Nero.
Può essere anche coltivato come pianta ornamentale.

## Etimologia
Pancratium viene dal greco antico παγκράτιον (pankrátion), che deriva da πᾶν (pân: "tutto") e κράτος (crátos: "potere"), in allusione alle supposte virtù medicinali.
Maritimum viene dal latino "mare", per via del suo habitat costiero.

## Descrizione
Pancratium maritimum è una pianta perenne bulbosa, con fusto alto sino a 40 cm e ampie foglie lineari.
I fiori, da 3 a 15, bianchi e lunghi fino a 15 cm, sono riuniti in infiorescenze ad ombrella; si aprono tra luglio e ottobre. I fiori hanno un profumo intenso e persistente di giglio, che diventa percepibile principalmente durante le notti d'estate senza vento.
Il frutto è una capsula contenente semi neri lucidi di forma irregolare. 

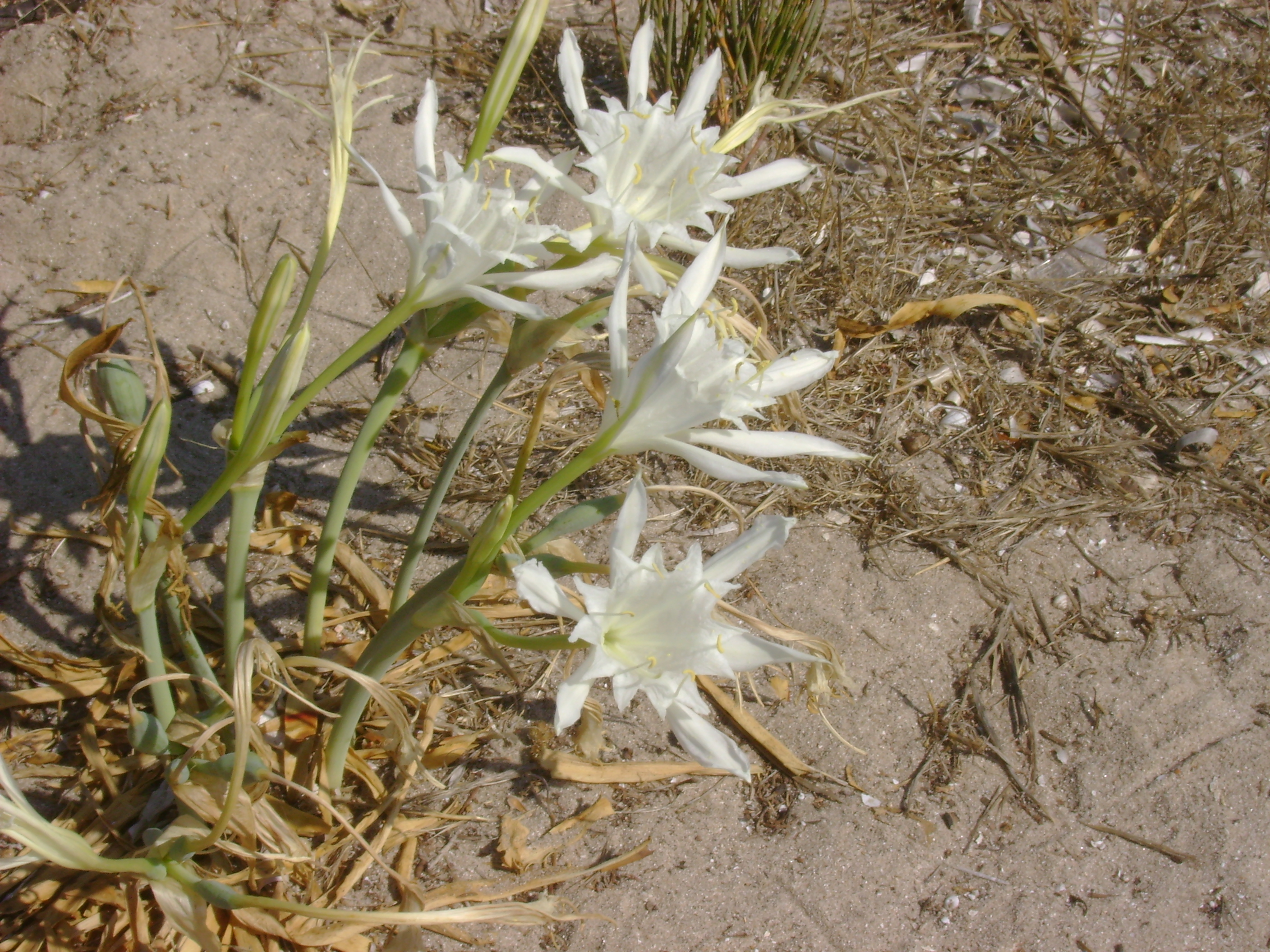
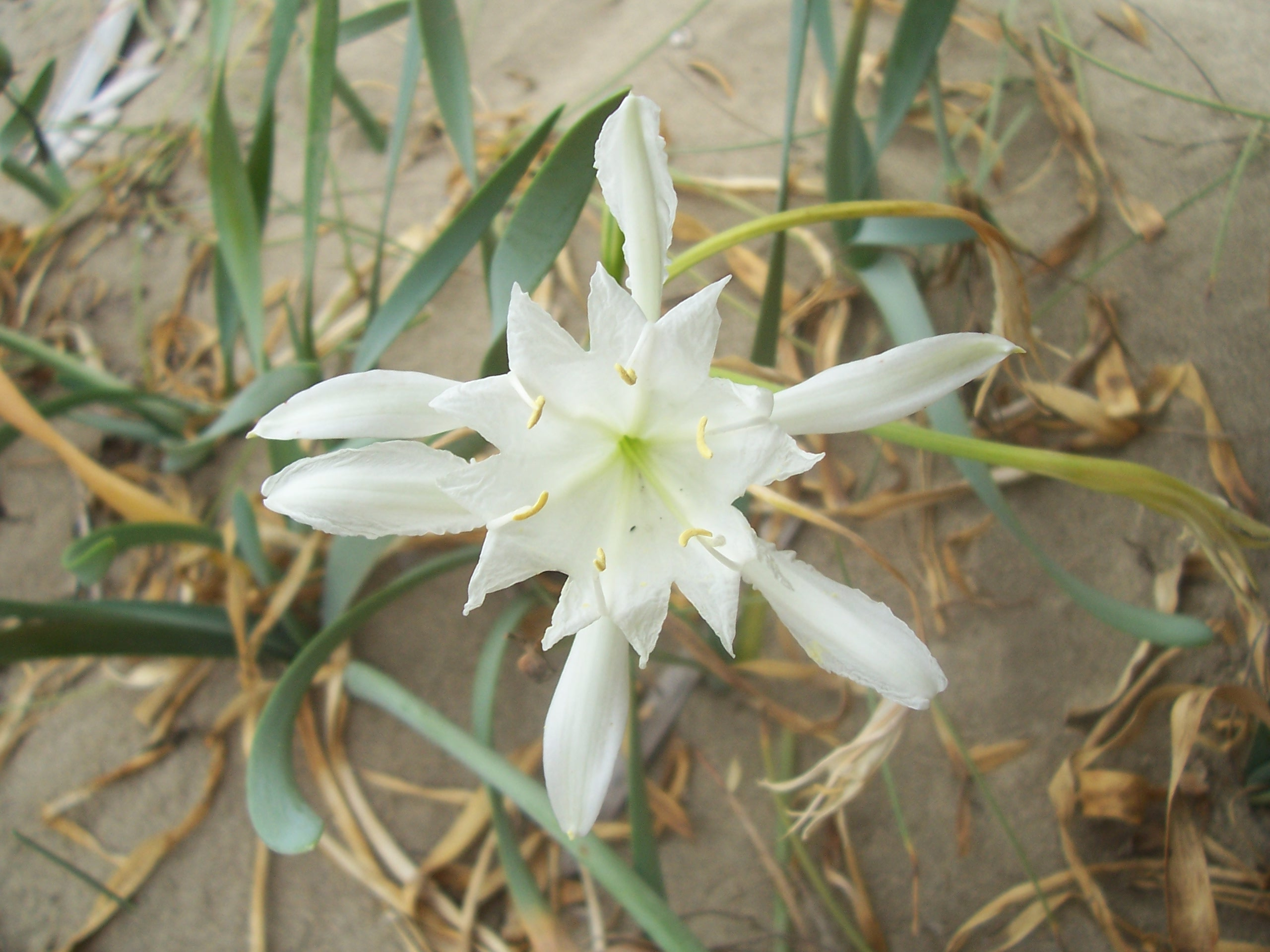
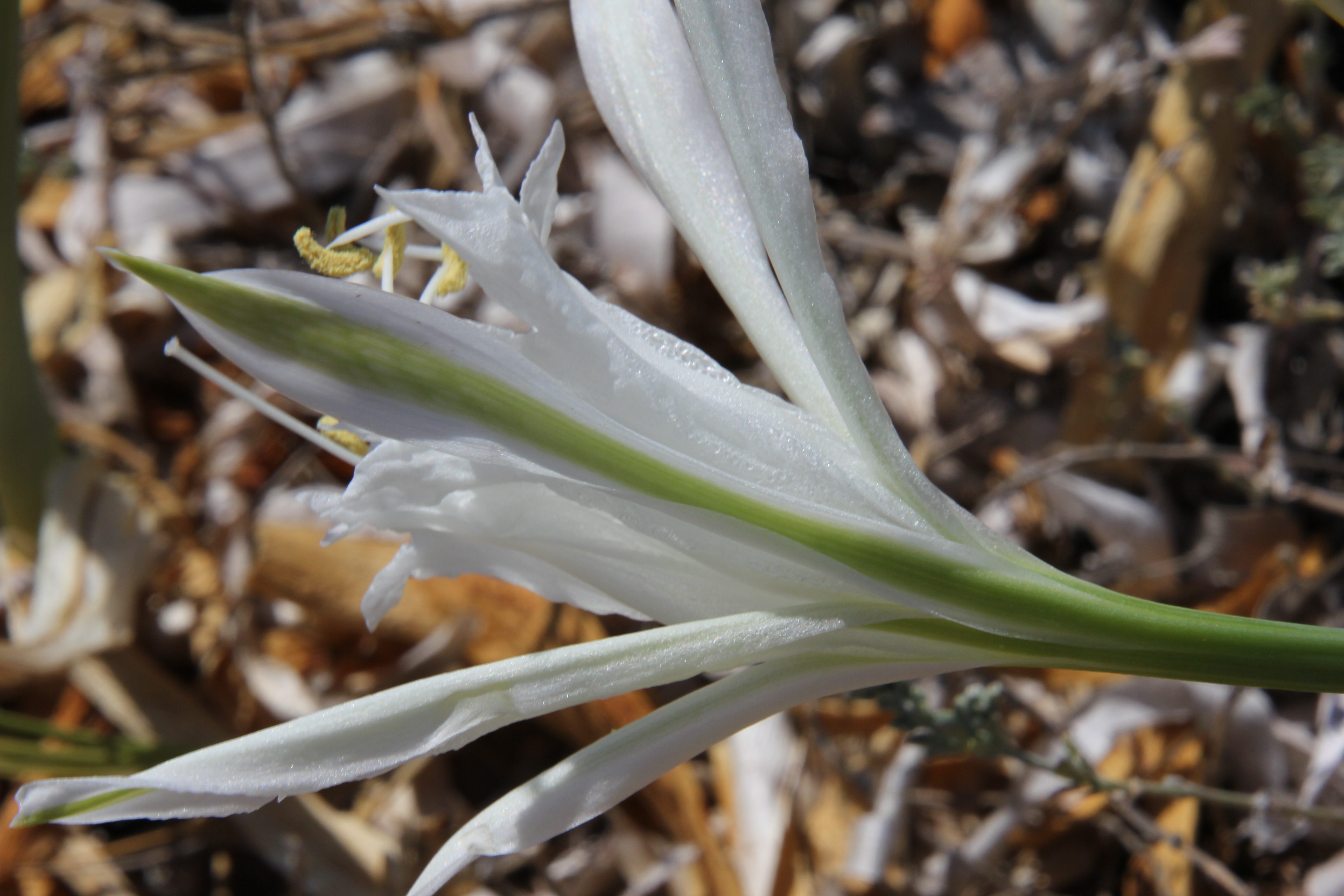
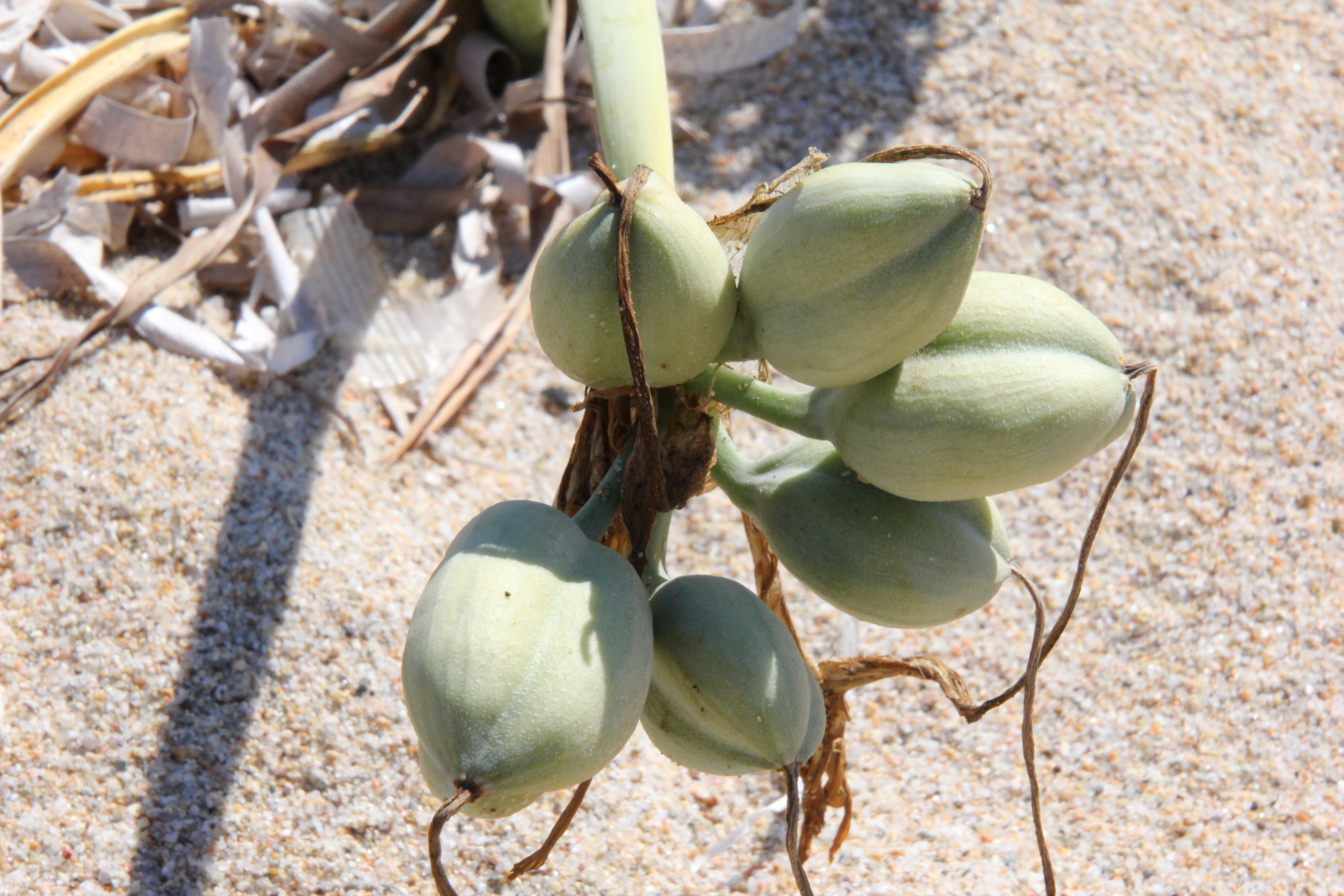

## Biologia
Pancratium maritimum è impollinato, per impollinazione incrociata, dalle falene della famiglia Sphingidae, tra cui la sfinge del convolvolo. Questi insetti visitano il fiore solo quando la velocità del vento è inferiore a 2 metri al secondo. In alcune aree geografiche l'impollinazione può essere mediata da piccoli rettili, come p.es. Podarcis lilfordi nelle isole Baleari.
I semi sono molto leggeri e galleggiano, cosicché la disseminazione avviene sia tramite il vento che attraverso le correnti marine.
La specie produce diversi alcaloidi tra cui licorina, maritidina, licoramina e galantamina.

## Distribuzione e habitat
Cresce sui litorali sabbiosi del Mar Mediterraneo, del Mar Tirreno e del Mar Nero, dal Portogallo, Marocco e le Isole Canarie fino a est in Turchia, Siria, Palestina, Israele e Caucaso. Può essere osservato anche nella Bulgaria meridionale e nel nord della Turchia e sulle coste della Georgia nel Mar Nero, dove la specie è minacciata di estinzione.
Come tante altre specie peculiari degli ambienti dunali il pancrazio sta diventando via via sempre più raro a causa dello sfruttamento delle coste a scopi balneari che provoca la progressiva scomparsa dei suoi habitat prioritari. A tal proposito in alcune regioni d'Italia (Lazio, Molise, Basilicata, Calabria) è considerata una specie protetta e la raccolta e l'asportazione dei fiori e dei bulbi viene proibita.(fonte Parchilazio.it)
È anche naturalizzato nel sud della California, nelle Bermuda e nelle isole Azzorre.
In Italia lo si può osservare sulle dune costiere di tutte le regioni salvo il Friuli-Venezia Giulia. In particolare da occidente a oriente è presente in Liguria, Toscana, Lazio, Campania, Basilicata, specialmente nella fascia ionica, in Calabria, Sicilia, Sardegna, Puglia, specialmente nel Gargano, Salento, Molise, Abruzzo, Marche, Emilia-Romagna e Veneto.
Facilmente coltivabile, ma richiede una posizione molto soleggiata e un terreno sabbioso molto ben drenato. Ha bisogno di estati calde per indurre la fioritura, mentre una fioritura timida può avvenire in climi più freschi. Tollera temperature fino a circa -5°. La propagazione avviene per seme o divisione dopo la fioritura. Piantine possono fiorire nel loro terzo o quarto anno di vita.
In seguito al sempre maggiore sfruttamento delle aree costiere per motivazioni balneari, la sua presenza è sempre meno diffusa, al pari di altre specie psammofite, per questo motivo, in alcune regioni d'Italia (Lazio, Molise, Basilicata e Calabria) è proibita la raccolta e l'asportazione dei fiori e dei bulbi, venendo considerata una specie protetta, anche se non risulta ancora essere considerata come specie minacciata a livello dell'areale (NE - Not Evaluated, IUCN).

## Cultura
Il nome ebraico per il fiore è חבצלת החוף (khavatselet ha-Khof), strettamente legato alla rosa di Sharon (khavatselet ha-Sharon - חבצלת השרון), menzionata nel Cantico dei Cantici. Dal momento che la pianta cresce sulla pianura di Sharon della costa del Mar Mediterraneo, si suppone che il passo biblico possa fare riferimento a questo fiore.
Una leggenda classica narra che Era, quando si accorse che stava allattando Eracle, postole al seno mentre dormiva da Ermes su ingiunzione di Zeus, che l'aveva generato con Alcmena, essendosi svegliata per un morso dell'eroe, dovuto alla sua voracità, abbia perduto delle gocce di latte, per cui, una parte di queste, schizzando in cielo, generarono la Via Lattea, mentre un'altra parte, cadendo sulla sabbia, generarono questi fiori.